# Asil Kaan Eryılmaz
Asil Kaan Eryılmaz (* 11. April 1998 in Balıkesir) ist ein türkischer Fußballtorhüter.

## Karriere
Eryılmaz spielte für die Nachwuchsabteilung Balıkesirspors und erhielt 2016 hier einen Profivertrag. Nachdem er bis zum Mai 2017 ausschließlich in der Reservemannschaft eingesetzt worden war, gab er in der Zweitligapartie vom 14. Mai 2017 gegen Elazığspor sein Profidebüt.